# Прва тенковска бригада НОВЈ
 Прва тенковска бригада НОВЈ формирана је 16. јула 1944. у Гравини, Италија. Формирана је од бораца НОВЈ и интернираца у Италији, који су прошли вишемесечну обуку у савезничким центрима за обуку. Опремљена је са 59 тенкова типа М3 Стјуарт (енгл. Stuart M3) и 24 оклопна аутомобила. Основну формацију чинила су три тенковска, један оклопни батаљон и инжињеријски батаљон.
Бригада је током септембра 1944. транспортована на Вис, а током октобра искрцана је на копно, ради учешћа у офанзиви за ослобођење Далмације. при искрцавању Бригада је подељена у две борбене групе: северна је придодата 26. дивизији Осмог корпуса, а јужна Другом корпусу.
Северна група бригаде дала је значајан допринос приликом гоњења немачких снага код Сплита и у спречавању извлачења 893. пука из Шибеника 3. новембра 1944. Посебно важну улогу имала је у сламању немачког отпора у Книну у Книнској операцији. Јужна група учествовала је у борбама у области Херцеговине.
Бригада је учествовала у борбама у Мостарској операцији у фебруару, и у нападу на Бихаћ у марту 1945. У саставу Четврте армије бригада је учествовала у Личко-приморској и Тршћанској операцији.

### Ратна формација

#### август 1944.
- Штаб бригаде
  -     - Пратећа чета (око 60-70 људи)
    - Санитетска чета (око 50-60 људи)
    - Возећа резерва муниције, горива и мазива (око 40-45 људи)
    - Механичка радионицаа (око 70-80 људи)

  - 1. тенковски батаљон (око 250 људи)
    - Команда батаљона
    - 1. тенковска чета
    - 2. тенковска чета
    - Противавионска батерија
    - Позадинска чета

  - 2. тенковски батаљон (око 250 људи)
    - Команда батаљона
    - 1. тенковска чета
    - 2. тенковска чета
    - Противавионска батерија
    - Позадинска чета

  - 3. тенковски батаљон (око 250 људи)
    - Команда батаљона
    - 1. тенковска чета
    - 2. тенковска чета
    - Противавионска батерија
    - Позадинска чета

  - Батаљон оклопних аутомобила (око 150 људи)
    - Штаб батаљона - 2 оклопна аутомобила
    - 1. чета оклопних аутомобила - 10 оклопних аутомобила
    - 2. чета оклопних аутомобила - 10 оклопних аутомобила
    - Позадинска чета

  - Инжењеријски батаљон (око 300 људи)
    - 1. пионирска чета
    - 2. пионирска чета
    - 3. пионирска чета

##### Бројно стање људства и наоружања
- људи - око 1400
- тенкова - 59
- оклопних аутомобила - 24

#### март 1945.
- Штаб бригаде
  -     - Пратећа чета (око 60 људи)
    - Санитетска чета (око 50 људи)
    - Механичка радионицаа (око 150 људи)
    - Противавионска батерија (око 20 људи)

  - Батаљон за снабдевање (око 120 људи)
    - Интендантска чета
    - Чета за снабдевање горивом
    - Чета за снабдевање муницијом

  - 1. тенковски батаљон (око 220 људи)
    - Команда батаљона
    - 1. тенковска чета
    - 2. тенковска чета
    - Позадинска чета

  - 2. тенковски батаљон (око 220 људи)
    - Команда батаљона
    - 1. тенковска чета
    - 2. тенковска чета
    - Позадинска чета

  - 3. тенковски батаљон (око 220 људи)
    - Команда батаљона
    - 1. тенковска чета
    - 2. тенковска чета
    - Позадинска чета

  - Батаљон оклопних аутомобила (око 150 људи)
    - Штаб батаљона - 2 оклопна аутомобила
    - 1. чета оклопних аутомобила - 10 оклопних аутомобила
    - 2. чета оклопних аутомобила - 10 оклопних аутомобила
    - Позадинска чета

  - Инжењеријски батаљон (око 300 људи)
    - 1. пионирска чета
    - 2. пионирска чета
    - 3. пионирска чета
    - Противтенковски дивизион (око 120 људи)
    - Штаб дивизиона
    - 1. батерија
    - 2. батерија
    - 3. батерија
    - Позадинска чета

##### Бројно стање људства и наоружања
- људи - око 1600
- тенкова - 75
- оклопних аутомобила - 23
- противавионских топова 20 mm са 4 цеви - 5
- противавионских топова 57 mm и 75 mm - 14
- камиона - 120

### Биланс
Током свог ратног пута од Виса до Трста Прва тенковска бригада НОВЈ је имала следеће губитке:
- 33 уништена тенка,
- 31 оштећен тенк;
- 5 уништених оклопних аутомобила,
- 2 оштећена оклопна аутомобила;
- 93 погинула члана посаде,
- 195 рањених.

Током борбених дејстава бригада је допуњена новим возилима и наоружање.

### Послератни период
По завршетку ратних операција, 1. тенковска бригада се налазила на ширем подручју Трста. 12. маја 1945. године је потписан договор између Југославије и западних Савезника о напуштању територија, што је Југословенска армија учинила 12. јуна., те се 1. тенковска бригада повлачи у Стару Врхнику.
Позитивна ратна искуства са тенковским бригадама као и совјетска војна доктрина утицали су на доношење одлуке о формирању 1. тенковске армије још у периоду од 7. до 19. маја 1945. Као основе за формирање послужиле су две ратне тенковске бригаде, од којих је 1. тенковска бригада заједно са 2. мотострељачком бригадом оформила 1. тенковску дивизију, једну од две дивизије у саставу 1. тенковске армије. Убрзо по расформирању 1. тенковске армије њене дивизије постају самосталне под новоформираном Командом тенковских и механизованих јединица (КТМЈ).
Од снага 1. тенковске бригаде и 2. моторизоване бригаде марта 1947. формиран је Мотомеханизовани пук који је као такозвани „Југословенски одред“ од 27. априла до 1. маја ушао у "зону Б".
Током 1946. и 1947. године Југословенска армија набавља нове тенкове Т-34 из Совјетског Савеза. 1. тенковска бригада започела је преобуку на Т-34 уз помоћ инструктора из 2. тенковске бригаде 1. новембра 1946. У каснијем периоду бригада је пренаоружана новопристиглом техником из Совјетског Савеза, док су сви ратни тенкови М3 Стјуарт замењени и предати 6. тенковској бригади у Сарајеву.
Крајем лета 1948. године услед кризе проузроковане Резолуцијом Информбироа уследила је пренумерација свих јединица Југословенске Армије по наредби Генералштаба, па је 1. тенковска бригада пренумерисана у 268. тенковску бригаду.